# هنري تي رايت
هنري تي رايت (بالإنجليزية: Henry Tutwiler Wright)‏ هو عالم إنسان أمريكي، ولد في 1943.